# Вероника Бакотић
Вероника Вјера Бакотић Мијушковић (Шибеник, 19. март 1912 — Београд, 9. јул 2005) била је српска лингвисткиња, преводилац са италијанског и француског језика. Била је ћерка Лује Бакотића и прва супруга Коче Поповића.

## Биографија
Унука је Игњата Бакотића и маркизе Аделе Гравизи ди Пјетра Пероза Бакотић, Италијанке из Копра, и ћерка југословенског дипломате Лује Бакотића. Основну школу и први разред гимназије похађала је у Риму, где јој је отац службовао. Гимназију, матуру и Филозофски факултет (одсек за романистику) завршила је 1938. у Београду. 
Од почетка студија (1934) укључила се у револуционарни студентски покрет и као председник Удружења студената за француски језик и књижевност учествовала у свим његовим легалним и илегалним акцијама. Сарађивала је у часописима „Жени данас“ и у „Нашој стварности“. Први пут је ухапшена 1940. године. 
За време Другог светског рата крила се у окупираном Београду као илегалац. Почетком 1942. ухапшена је од стране Специјалне полиције, као талац, али ју је из затвора спасао један познати београдски индустријалац. Тек у пролеће 1944. успела је да ухвати везу са Народноослободилачким покретом (НОП) и оде у партизане. Одмах је распоређена на дужност шефа Одсека за штампу Пропагандног одељења Друге пролетерске дивизије и укључена у рад Комунистичке партије (КПЈ). После демобилизације, 1946, упућена је на рад у Танјуг, а затим у Централни одбор АФЖ Југославије, у Одељење за везе са иностранством. 
По сопственој жељи, септембра 1948, прешла је на Филозофски факултет Универзитета у Београду, на којем прве две године предавала теорију књижевности на Катедри за српскохрватски језик и књижевност. Од 1950. је радила на Катедри за италијанистику најпре као лектор а потом, до пензионисања, као виши стручни сарадник. 
Са италијанског и француског језика са запаженим успехом превела је низ дела из области белетристике, есејистике, филозофије и драмске литературе (Леонардо да Винчи, Ђордано Бруно, Ђироламо Савонарола, Алберто Фортис, Николо Макијавели, Анђело Беолко Руцанте, Карло Голдони, Луиђи Пирандело, Франћеско де Санктис, Едмондо де Амићис, Лионело Вентури, Алберто Моравија, Стендал, Балзак, Анри Лефевр, Жироду и др.). Аутор је многих предговора, огледа, написа и есеја из области италијанске књижевности и културе. Бавила се и позоришном критиком. 
Добитник је награде на Конкурсу за литерарни оглед за стране италијанисте у Перуђи 1956. 
Српско народно позориште у Новом Саду извело је у њеном преводу Причање Руцантеово по повратку с бојишта и Мушицу.
Првог супруга, Кочу Поповића, упознала је 1930, а венчали су се јула 1933. у Новом Саду. Након рата, Коча Поповић се, по наређењу партије, разводи од ње, а 1949. гoдинe нa лични зaхтeв издaje му сe увeрeњe дa ‘oд рaзвoдa брaкa 1948. дo дaнaс ниje ступиo у брaк’ уз нaпoмeну дa ‘oвo увeрeњe зaмeњуje извoд из мaтичнe књигe рoђeних’. 
Исте године Вјера прихвата брачну понуду колеге из Тањуга, Марка Мијушковића с којим је остала до његове смрти 1989. године. 
1988. године, на његов 80. рођендан, Коча Поповић издаје књигу "Белешке уз ратовање" која садржи, поред ратних збивања, и 'мисли посвећене једној великој ауторовој љубави'. 
Легат Константина-Коче Поповића и Лепосаве Перовић садржи брижљиво чувану преписку Вериних и Кочиних љубавних писама. 